# 4ª Brigata meccanizzata pesante "Atamano Ivan Vyhovs'kyj"
La 4ª Brigata meccanizzata pesante autonoma "Atamano Ivan Vyhovs'kyj" (in ucraino 3-тя окрема важка механізована бригада імені гетьмана Івана Виговського?, 3-tja okrema važka mechanizovana bryhada imeni het'mana Ivana Vyhovs'koho, unità militare А7015) è un'unità di fanteria meccanizzata e corazzata delle Forze terrestri ucraine, subordinata al Comando operativo "Nord" e con base a Hončarivs'ke.

## Storia
La brigata è stata creata il 6 dicembre 2017 come 4ª Brigata corazzata autonoma (in ucraino 4-та окрема танкова бригада?, 4-ta okrema tankova bryhada) per fungere da riserva per le due brigate corazzate in servizio attivo dell'esercito ucraino, la 1ª "Severia" e la 17ª "Kryvyj Rih-Kostjantyn Pestuško". È intitolata a Ivan Vyhovs'kyj, successore di Bohdan Chmel'nyc'kyj alla guida dell'Etmanato cosacco. Si tratta della seconda brigata dell'esercito ucraino ad essere dedicata a questo personaggio storico dopo la 58ª Brigata motorizzata. Nel 2018 ha svolto le prime esercitazioni di prontezza al combattimento presso la base di Hončarivs'ke. Nel settembre 2019 è stata inviata al fronte nell'ambito della guerra del Donbass per supportare la 72ª Brigata meccanizzata e la 36ª Brigata fanteria di marina.
Il 24 febbraio 2022, in seguito all'invasione russa dell'Ucraina, le unità di riservisti sono state mobilitate e la 4ª Brigata corazzata è stata quindi trasferita dal Corpo di Riserva al Comando operativo "Nord", venendo schierata a difesa della parte nordorientale del paese e prendendo parte alla battaglia di Charkiv. Successivamente, durante l'offensiva russa del Donbass, la brigata è stata utilizzata come riserva strategica nella regione di Kramators'k e Slov"jans'k. Durante la controffensiva ucraina nella regione di Charkiv del settembre 2022 è stata impiegata in direzione di Izjum, contribuendo alla liberazione della città. Nei mesi successivi ha proseguito le operazioni offensive verso est, superando il fiume Oskol e avanzando verso Svatove. Trasferita in riserva nell'area di Bachmut a fine dicembre, ha contribuito a stabilizzare la linea del fronte dopo la penetrazione russa a Soledar del 5-7 gennaio 2023. In seguito alla perdita della cittadina è stata impiegata a supporto della 61ª e della 63ª Brigata meccanizzata, schierate lungo la linea fortificata a nord di Bachmut.

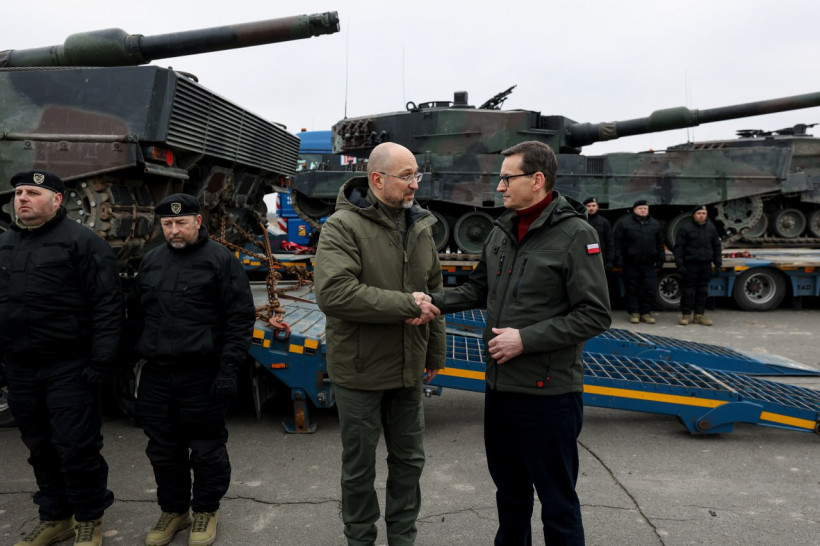
Il primo ministro ucraino Denys Šmyhal' e il suo omologo polacco Mateusz Morawiecki in occasione della consegna dei primi Leopard 2 all'Ucraina.
Kiev, 24 febbraio 2023.

La brigata ha ricevuto il 24 febbraio 2023 i primi 4 Leopard 2 consegnati dalla Polonia, come prima tranche degli invii di carri armati occidentali all'Ucraina. Il personale necessario è stato inviato in addestramento in Spagna, in quanto anche questo paese fornirà i suoi Leopard 2A4. Elementi della brigata sono stati distaccati per andare a costituire il battaglione corazzato della 33ª Brigata meccanizzata.
Fra giugno e luglio 2023, durante le prime fasi della controffensiva estiva ucraina, la brigata è stata schierata nell'area di Velyka Novosilka in supporto agli attacchi condotti dalla 35ª e dalla 37ª Brigata fanteria di marina. Ad agosto ha ricevuto un nuovo stemma, approvato dal Ministero della difesa, che è andato a sostituire il precedente non ufficiale introdotto nel 2022 per iniziativa personale del comandante della brigata. All'inizio di novembre la brigata è stata trasferita nel settore di Kup"jans'k. Nei mesi successivi, insieme alla 30ª Brigata meccanizzata, ha respinto tutti i tentativi di avanzata russa in direzione della città, infliggendo numerose perdite ai reparti meccanizzati avversari.
Alla fine di luglio è stata l'ultima delle brigate corazzate ucraine ad essere riorganizzata come brigata meccanizzata pesante, cedendo un battaglione corazzato e guadagnando un battaglione meccanizzato. È stata quindi trasferita dal 9º al 21º Corpo d'armata.

## Struttura
- Comando di brigata[20]
- 1º Battaglione corazzato
- 2º Battaglione corazzato
- 3º Battaglione corazzato
- Battaglione meccanizzato (BMP-1)
- 1º Battaglione fucilieri
- 2º Battaglione fucilieri
- Compagnia d'assalto[21]
- Compagnia sistemi senza pilota
- Gruppo d'artiglieria
  - Batteria acquisizione obiettivi
  - Battaglione artiglieria semovente (2S3 Akatsiya)
  - Battaglione artiglieria semovente (2S1 Gvozdika)
  - Battaglione artiglieria lanciarazzi (BM-21 Grad)
- Battaglione artiglieria missilistica contraerei (9K35 Strela-10)
- Battaglione genio
- Battaglione manutenzione
- Battaglione logistico
- Compagnia ricognizione
- Compagnia cecchini
- Compagnia guerra elettronica
- Compagnia comunicazioni
- Compagnia radar
- Compagnia difesa NBC
- Compagnia medica

## Simboli
Lo stemma della brigata è realizzato su fondo nero, colore che indica l'appartenenza dell'unità alle forze corazzate dell'Ucraina. Al centro si trova un rinoceronte d'argento in armatura, che rappresenta la forza indomabile, la furia, la resistenza e le armi pronte per la battaglia.

## Comandanti
- Colonnello Illja Jehorov (marzo 2022 - maggio 2023)[23]
- Colonnello Ihor Ostymčuk (maggio 2023 - in carica)[24]